# Kejnsijanizam
Kejnsijanizam je ekonomski pravac koji je dobio ime po Džonu Majnardu Kejnsu, jednom od najvećih svetskih umova na polju ekonomske naučne misli, smatra se tvorcem državnog intervencionizma i moderne makroekonomije. Napisao je mnogobrojna naučna dela i knjige.
 Kejnsov doprinos ekonomskoj teoriji i politici bio je determinisan isključivo ličnim bavljenjem kriznim problemima njegove ondašnjice, a naročito sa gubitkom položaja vodeće sile njegove države u ekonomskom poretku. Bavio se krizama koje su nastale kao rezultat rata, postratnog perioda, kao što su finansijska, politička i socijalna kriza. Sredinom 1920. godine počinje da izgrađuje svoj sopstveni koncept upravljanja nacionalnom ekonomijom, čime raskida sve veze sa tradicionalnim dogmatskim pristupom kojeg obilježava kao „klasični". On se nije mogao pomiriti sa apriornom dominacijom privatno-kapitalističkih interesa u kriznim vremenima, apsolutnom slobodom konkurencije kao okvirom njihovog delovanja i „Lese fer“ politikom. Najbitnije Kejnsovo delo je Opšta teorija zaposlenosti, kamate i novca (енгл. The General Theory of Employment, Interest and Money), 1936. U njemu je tvrdio i pokušao da dokaže da slobodan tržišni sistem ne teži ravnotežnom stanju, uključujući i punu zaposlenost, već baš suprotno, neravnotežama izraženim krizama i privrednim ciklusima. Ovom knjigom Kejnsova delatnost je izvršila revolucionarno dejstvo u ekonomskoj misli, budući da je doveo u pitanje glavnu pretpostavku (do)tadašnje makroekonomske teorije. Iz Kejnsove teorije vrlo brzo je izvedena potreba široke državne intervencije, a fiskalne politike pre svega. Kejnsijanizam je vladao makroekonomskim mišljenjem oko pola veka, da bi njegovu dominaciju ugrozila tzv. nova klasična ekonomija 1980-tih godina. Današnji neokejnsijanizam vrlo malo podseća na svog utemeljivača.

## Kritika maršalijanske teorije zaposlenosti
Maršalijanska ekonomska misao polazi od pretpostavke koja je u literaturi poznata pod imenom „potpuna zaposlenost" (u sebe uključuje frikcionu i sezonsku nezaposlenost), a koja je nešto manja od 100%. Maršalijanska ekonomska misao ne isključuje ni postojanje „voljne nezaposlenosti" u okviru svog koncepta „potpune zaposlenosti". Voljna nezaposlenost je takva nezaposlenost kod koje radnici ne žele da rade za određen nivo, veličinu, nadnice. Dakle, predstavnici ove misli isključuju mogućnost postojanja „nevoljne nezaposlenosti", a koja je bila karakteristična za Kejnsovo vreme. Nevoljna nezaposlenost nastaje u trenucima kriza i depresija te postaje akutni problem privrede. Za radnike kažemo da su nevoljno nezaposleni kada žele raditi za plate kakve prevladavaju na tržištu, ali ne mogu naći posao. Zato Kejns za maršalijansko shvatanje nezaposlenosti kaže: „Tradicionalna teorija se može primeniti jedino na stanje pune zaposlenosti“. Nju ne treba primenjivati na problem nevoljne nezaposlenosti.

## Kritika Sejovog zakona tržišta
Klasična i postklasična ekonomska misao (tj. Maršalijanska ekonomska misao) zasniva se na principu „Lese fer“, slobodnom tržištu i nemešanju države u privredu. Zašto oni smatraju da nema potrebe za državnim uplitanjem u privredu - zato što na slobodnom tržištu postoje tržišni mehanizmi koji besprekorno obezbeđuju: a) punu zaposlenost svih faktora proizvodnje i b) najrazumniju alokaciju faktora proizvodnje između pojedinih privrednih grana. Kejns, u suštini, smatra da takav mehanizam ne postoji. Žan Batist Sej je bio poznati francuski ekonomista i tvorac tzv. „Sejovog zakona“ ili „zakona tržišta“. Ovaj zakon je često izražavan rečenicom: „Svaka ponuda kreira sopstvenu tražnju“. Drugim rečima, svaki prodavac je i kupac, a svaki kupac je prodavac. Proizvodnja stvara sama svoje tržište, a opšta kriza hiperprodukcije je onemogućava - te su ponuda i tražnja uvek u ekvilibrijumu. Iz Sejovog zakona je proizilazilo da odluka da se suzdržimo od lične potrošnje po nekom nevidljivom mehanizmu dovodi do reinvestiranja radne snage i ostalih faktora proizvodnje u sferu proizvodnje kapitalnih dobara. Kejns je odbacio ovakvu pretpostavku. Ovakvo stanovište ne može da se uklopi u privredu u kojoj je razvijena robno-novčana razmena. To što pojedinac štedi i time bogati sam sebe, ne mora nužno da dovede i do bogaćenja društvene zajednice u celini. Odbacivanjem Sejovog zakona, Kejns je doveo u pitanje i neke druge tekovine klasične doktrine poput: korist od privatne i javne štedljivosti, stav prema kamatnoj stopi, tradicionalna teorija nezaposlenosti, kvantitativna teorija novca, neograničena korist od ekonomskog liberalizma u spoljnoj trgovini itd. 

## Kejnsov efekat
Kejns se fokusirao na pitanje: „Zašto uz datu ponuda rada, po tržišnim nadnicama, postoji dugotrajan višak ponude rada nad potražnjom rada?“ Davanje svog odgovora na pitanje, odnosno tumačenje, izgrađuje na hipotezi: „Agregatna potražnja za robama i uslugama determiniše tražnju rada, odnosno zaposlenost“. Pa prema tome, ova disharmonija između potražnje rada i ponude rada, jeste posledica nemogućnosti potražnje rada da dostigne ponudu rada, odnosno to je posledica preniske potražnje za robom i uslugama. Dalje, zbog niske potražnje za robama i uslugama prodavci snižavaju cene dobara, a to rezultuje i smanjenjem nadnica. Smanjenje nadnica dovodi do smanjenja ličnog dohotka, a to opet uzrokuje opadanjem agregatne potražnje. Ovo je posle nazvano „Kejnsov efekat".

## Instrumenti ekonomske politike po Kejnsu
U vreme kriza i depresije, poslodavci zbog straha od bankrota režu troškove, smanjuju plate, smanjuju investicije, otpuštaju radnike i poduzimaju druge „preventivne mere". To opet sve dovodi do smanjenja kupovne moći i ličnog dohotka, a samim tim i do agregatne potražnje. Ekonomisti za koje se kaže da pripadaju pravcu klasične ekonomske misli, u ovakvim trenucima zagovaraju mere štednje, uravnotežavanje budžetskog proračuna, povećanje PDV-a i sl. Suprotno, Kejns je smatrao da država treba štedeti prije krize i ne mešati se u proizvodnju. Kada dođe kriza, država treba obezbediti milione za potrošnju kako bi stimulisala agregatnu potražnju, treba smanjiti poreske stope kako bi obezbedila likvidnost, treba smanjiti kamatne stope kako bi se potpomoglo preduzetništvo. Država treba obezbediti milione, a privatnici trebaju odrediti gdje i kako trošiti.

Kada je u pitanju državni intervencionizam, Kejns pridaje pažnju sledećim ekonomskim instrumentima sa palete:

- Monetarna politika (novac, kamate, kredit, formiranje kapitala)
- Poreska politika
- Politike javnih rashoda
- Politika budžetskog deficita i javnog duga